# Pedro Silva
Pedro Alves da Silva (Brasilia, 25 aprile 1981) è un allenatore di calcio ed ex calciatore brasiliano, di ruolo difensore.

## Palmarès

### Club

#### Competizioni nazionali
- Coppa del Portogallo: 1

Sporting Lisbona: 2007-2008
- Supercoppa di Portogallo: 2

Sporting Lisbona: 2007, 2008

#### Competizioni statali
- Campionato Gaúcho: 1

Internacional: 2005
- Campionato Baiano: 1

Vitória: 2014